# Daviston, Alabama
Daviston là một thị trấn thuộc quận Tallapoosa, tiểu bang Alabama, Hoa Kỳ. Dân số năm 2009 là 260 người, mật độ đạt 11 người/km².